# Radonický javor
Radonický javor je památný strom javor klen (Acer pseudoplatanus) v Radonicích v okrese Chomutov v Ústeckém kraji.
Roste v Doupovských horách v nadmořské výšce 325 m na okraji přírodního parku Doupovská pahorkatina. Nachází se u Radonického zámku, severně od kostela Narození Panny Marie.

## Základní údaje
Obvod kmene měří 342 cm, koruna stromu dosahuje do výšky 21,5 metrů (měření 2009). V roce 2009 bylo stáří stromu odhadováno na 200 let.
Javor je chráněn od roku 1998 jako ochrana genofondu a strom významný vzrůstem.

## Stromy v okolí
- Radonická lípa
- Lípa u Vintířova
- Stromy ve Vintířovském parku
- Skupina památných stromů v Mašťově pod Lisovnou